# 保德河縣 (蒙大拿州)
保德河縣（英語：Powder River County）是美國蒙大拿州東南部的一個縣，南鄰懷俄明州。面積8,542平方公里。根据美國2000年人口普查，共有人口1,858人。治所布羅德斯 (Broadus)。
成立於1919年3月7日。縣名來自保德河 (因河岸的沙呈火藥的顏色)。